# 東京横浜独逸学園
東京横浜独逸学園（とうきょうよこはまドイツがくえん、ドイツ語: Deutsche Schule Tokyo Yokohama, 略称：DSTY）は、神奈川県横浜市都筑区にあるドイツ人学校。ドイツ連邦共和国から認可を受けている。男女共学で就学前教育、初等教育、中等教育を行う。ナショナルスクール。

## 沿革
- 1904年 - 横浜において、民家を校舎として商人や貿易商によって開設される。当時の生徒は9名であった。

二度の大火、第一次世界大戦、関東大震災、第二次世界大戦などによって、幾度も移転・新築を余儀なくされる。（以下、分かっているものを明記する）
- 1923年 - 関東大震災に見舞われる。
- 1925年 - 校舎を東京都大田区山王に移し、民家を借りて授業を再開。横浜校も山手に1945年まで存在した[1]。
- 1926年 - 借りていた民家が焼失。
- 1927年 - 焼失した民家の近くに校舎を設立。
- 1933年 - 現ジャーマン通りの近くに校舎を設立。
- 1936年 - ナチス党配下に入る[2]
- 1944年 - 第二次世界大戦激化で河口湖や軽井沢などに疎開。
- 1953年 - 学校法人東京横浜独逸学園として再建。17名の生徒と共に授業を再開。
- 1966年 - 新校舎設立のため、校舎の取り壊しが行われる。
- 1966年 - 新校舎が完成。

1970年以降、西ドイツと日本の経済関係が強まるにつれ、生徒数が急激に増加する。
- 1991年 - 生徒数増加のため、山王から現在地に移転。

## 特色
- 授業はすべてドイツ語で行われるが、在籍生徒の国籍に制限はない。ただし、ドイツ語の理解度が低いと退学が勧告される。
- 中等科以降は、基幹学校・実科学校・ギムナジウムのいずれの進路にも対応している。ドイツの大学入学資格アビトゥーアも取得できる。
- 第6学年からは第二外国語として日本語またはフランス語が履修できる。
- 第9学年からは第三外国語としてラテン語もとれる。
- 日本人向けのドイツ語講座もある。
- 学校にはスイス人やオーストリア人も多数在籍している。そのためスイス人向けのスイスドイツ語講座（スイスドイツ語やスイスの文化を学ぶ）もある。

## 出身者
- LIZA（モデル・タレント、ファッション雑誌JJ・VIVREキャンペーンキャラクター、NHKドイツ語講座出演）
- モラス雅輝（サッカー指導者）
- シュタルフ悠紀リヒャルト（サッカー指導者）

## その他
- 『テレビでドイツ語』のロケとして中間テストで生徒役の原沙知絵や勝村政信が訪れたことがある。
- 2012年6月1日放送分の「探偵!ナイトスクープ」で探偵の石田靖が訪れている。
- 同じ区内に本社を置くAOKIホールディングスより寄贈されたベルリンの壁の一部が保管されている[3]

## 関連文献
- （日本語） 井本美穂. "東京横浜独逸学園の幼稚園教育 : 幼小連携を中心に." 音楽文化教育学研究紀要 (25), 215-222, 2013. 広島大学教育学部音楽文化教育学講座. See profile at CiNii.
- （ドイツ語） Deutscher Schulverein Tokyo-Yokohama (ed.):20. Jahresbericht 1974. September 1973-August 1974.Tokyo, 1974.
- （ドイツ語） Heinz Riesenhuber, Josef Kreiner (ed.):Japan ist offen. Chancen für deutsche Unternehmen.Heidelberg,1998.
- （ドイツ語） Stiftung Deutsche Schule Tokyo Yokohama (ed.):Festschrift Deutsche Schule Tokyo Yokohama.[1904-2005].Tokyo,2005.